# Erebia isabellina
Erebia isabellina är en fjärilsart som beskrevs av Schultz 1937. Erebia isabellina ingår i släktet Erebia och familjen praktfjärilar. Inga underarter finns listade i Catalogue of Life.